# Warren County (Indiana)
Warren County is een county in de Amerikaanse staat Indiana.
De county heeft een landoppervlakte van 945 km² en telt 8.419 inwoners (volkstelling 2000). De hoofdplaats is Williamsport.